# Giudizio universale (Fra Bartolomeo)
Il Giudizio Universale è un affresco staccato (360x375 cm) avviato da Fra Bartolomeo nel 1499 e concluso da Mariotto Albertinelli nel 1501, custodito nel Museo Nazionale di San Marco a Firenze. Opera oggi molto lacunosa, ebbe una fondamentale influenza sugli artisti contemporanei, tra cui Raffaello.

## Storia
Il 22 aprile 1499 Gerozzo di Monna Vanna Dini commissionò a Fra Bartolomeo, per una cappella del cimitero dell'Ospedale di Santa Maria Nuova, un affresco del Giudizio Universale. L'artista fece in tempo a terminare solo la parte superiore della lunetta, prima di prendere i voti come frate domenicano e rinunciare temporaneamente alla pittura, dal 26 luglio 1500.
Lo completò il suo collega di bottega Albertinelli, che ricevette il saldo del pagamento l'11 marzo 1501. Nel lavoro di completamento l'artista usò il "cartone finito" di Fra Bartolomeo e i suoi disegni preparatori.
Vasari descrisse l'opera appassionatamente: «condusse con tanta diligenza e bella maniera in quella parte che finì che, acquistandone grandissima fama, oltra quella che aveva, molto fu celebrato per aver egli con bonissima considerazione espresso la gloria del Paradiso e Cristo con i dodici Apostoli giudicare le dodici tribù, le quali con bellissimi panni sono morbidamente colorite. [...] Questa opera [rimase] imperfetta, avendo egli più voglia d'attendere alla religione che alla pittura».

## Descrizione e stile

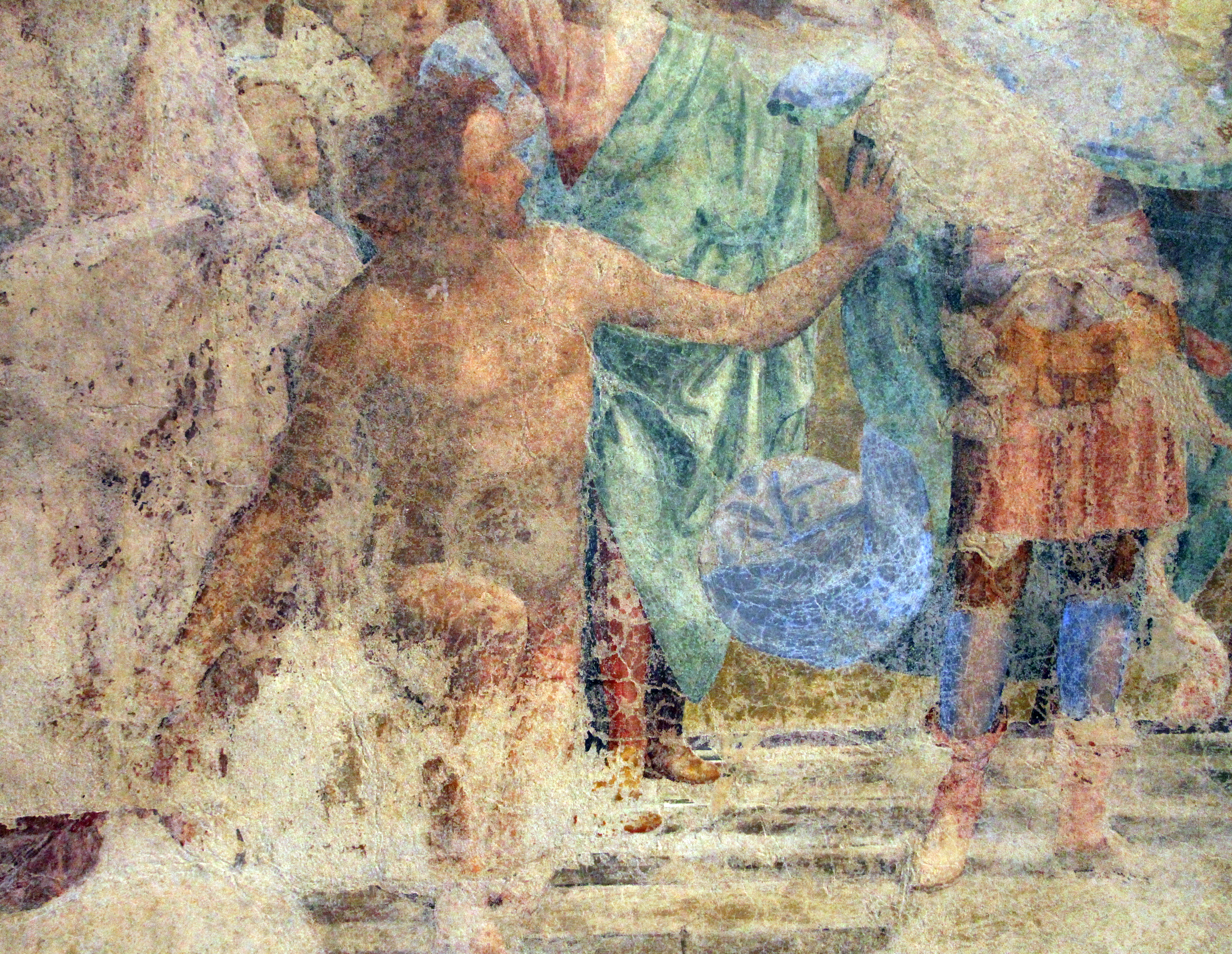
Dettaglio dei corpi risorti

La parte superiore del dipinto mostra il Cristo giudice entro una mandorla luminosa, che alza il braccio in segno di giudizio, un gesto tipico dell'iconografia. È contornato da cherubini e serafini, mentre sotto di lui un angelo in volo regge i simboli della Passione e altri due suonano le trombe dell'Apocalisse. Ai lati, su scranni di nuvole, si trovano disposti in due file scorciate prospetticamente gli Apostoli e Maria Vergine.
In basso si vede una serie di figure disposte a semicerchio, oggi molto lacunose, con al centro l'arcangelo Michele. In tutto si contano 75 figure, oggi leggibili soprattutto grazie all'esistenza di due copie, una di scuola toscana (cortile dell'ex convento di Sant'Apollonia, Firenze) e un cartone di Raffaello Bonaiuti eseguito nel 1871, all'epoca dello stacco (Uffizi, Firenze).
All'Albertinelli vengono generalmente assegnate le figure dagli angeli al centro in giù. Nei personaggi sottostanti erano presenti vari ritratti oggi scarsamente leggibili, tra cui quello di Giuliano Bugiardini e quello di Beato Angelico.
Nel complesso l'opera si ispira alla posata serenità delle opere di Perugino, o all'Incoronazione della Vergine nella Cappella Tornabuoni di Ghirlandaio, ma l'artista si distaccò dai modelli quattrocenteschi apportando una monumentalità del tutto nuova, solenne e posata ma anche vigorosa, che tanta influenza ebbe anche sul giovane amico di Fra Bartolomeo, quel giovane Raffaello, che copiò l'impostazione delle figure nella Trinità e santi di Perugia e che la tenne a mente, qualche anno dopo, per la Disputa del Sacramento nella Stanza della Segnatura.